# Love exchange
Love exchange of 疑情別戀 is een TVB-serie die van 26 mei 2008 tot 21 juni 2008 uitgezonden werd op TVB Jade en TVB High Definition Jade.

## Rolverdeling
- Anita Yuen als Sit Tze-Yiu 薛子瑤 (Zita)
- Michael Miu als Yiu Lap-Tin 饒立天 (Mike)
- Power Chan als Tsui Yeuk-Yu 徐若愚 (Anson)
- Crystal Tin als Ching Ngo-Yee 程傲兒 (Jackie)
- Tracy Ip als Tung Sze-Ting 董詩婷 (Sophie)
- Mandy Cho als Yu Siu-Long 佘小龍 (Nikita)
- Jazz Lam als Ling Ho-Kei 凌浩基 (Kay)
- Chun Wong als Ma Pak-Cung 馬柏松
- Lau Kong als Tung Yun-Wor 董仁和
- Wilson Tsui als Kam Sum 金森
- Law Lok-Lam als Ling Siu-Ming 凌兆銘
- Au Sui-Wai als Tong Kwong-Yuen 湯廣源
- Li Ka-Sing als Sze Nai-Wai 施乃威
- Angela Tong als Fong Cheuk-Ling 方卓玲 (Bonnie)
- Eddie Kwan als Ling Ho-Leung 凌浩良 (Dick)

## Verhaal
Zita is een weduwe geworden na het auto-ongeluk van haar man (Dick). Yiu Lap-Tin is een weduwnaar geworden, nadat Bonnie, zijn vrouw bij een auto-ongeluk overleed. Zita en Lap-Tin delen dezelfde vraag. Waarom zaten hun partner in dezelfde auto en waarom werden ze vermoord? Of hadden ze zelfmoord gepleegd? De weduw Zita moet elke dag voor het gezin van haar man zorgen, haar schoonmoeder is bejaard en Kay, het broertje van Zita's man is nog jong.
De beste vriendin van Zita is Jackie. Deze houdt van mannen die al een echtgenote hebben, omdat ze dan extra aandacht krijgt. Aan het slot probeert Zita hoe moeilijk het ook is de fouten van Jackie te vergeven en ontdekken ze ook of Bonnie en Dick een affaire hadden.
Best selling secrets 同事三分親 · Legend of the demigods 搜神傳 · Wars of in-laws II 野蠻奶奶大戰戈師奶 · Wasabi mon amour 和味濃情 · The master of tai chi 太極 · A journey called life 金石良缘 · The silver chamber of sorrows 銀樓金粉 · The money-maker recipe 師奶股神 · Dressage to win 盛裝舞步愛作戰 · Speech of silence 甜言蜜語 · When a dog loves a cat 當狗愛上貓 · Your class or mine 尖子攻略 · The four 少年四大名捕 · Survivor's law II 律政新人王II · The gentle crackdown II 秀才愛上兵 · The seventh day 最美麗的第七天 · D.I.E. 古靈精探 · Catch me now 原來愛上賊 · Forensic heroes II 法證先鋒II · Love exchange 疑情別戀 · Last one standing 與敵同行 · Moonlight resonance 溏心風暴之家好月圓 · The gem of life 珠光寶氣 · When Easterly Showers Fall on the Sunny West 東山飄雨西關晴 · Off pedder 畢打自己人 · Pages of treasures Click入黃金屋